# Daniel du Toit
Daniel Stefanus du Toit, južnoafriški astronom, * 15. december 1917, Springfontein, Južnoafriška unija (sedaj Južna Afrika), † 28. september 1981, Bloemfontein, Južna Afrika.

## Delo
Odkril ali soodkril je petih kometov. Med najbolj znanimi so kometi 57P/du Toit-Neujmin-Delporte, 66P/du Toit in 79P/du Toit-Hartley.
Delal je na Observatoriju Boyden v Južni Afriki.